# Unión de Profesores Universitarios Españoles en el Extranjero
La Unión de Profesores Universitarios Españoles en el Extranjero (UPUEE) fue una de las organizaciones internacionales surgidas del exilio español tras la guerra civil. Surge primero en Francia y posteriormente continúa en América, principalmente en México, estando activo durante los años 40 y 50.

## Primeros pasos
Desde el pronunciamiento fascista, 1936, se crearán organizaciones internacionales de ayuda a científicos españoles. De todas ellas destacan La Casa de España (México) y la Society for the Protection Science and Learning en Londres (SPSL). La propia República española creará el Servicio de Evacuación de los Republicanos Españoles (SERE) y la Junta de Auxilio a los Republicanos Españoles (JARE). Entre los exiliados había una proporción muy importante de los catedráticos de universidad, profesores, intelectuales y científicos. Se ha denominado al grupo también la "JAE peregrina", por haber participado en los programas de estancias en el extranjero de la Junta para la Ampliación de Estudios antes de la guerra.
Nada más finalizada la contienda y como prácticamente todos los exiliados pasarán por Francia se crea, en París, la Unión de Profesores Universitarios Españoles en el Extranjero (UPUEE), el 21 de diciembre de 1939, a iniciativa de Gustavo Pittaluga, Gabriel Franco, José María Semprún y Alfredo Mendizábal.
Posteriormente se conocería también como la Universidad del Exilio, repartida por todo el mundo. Fue presidida por Gustavo Pittaluga y como secretario Alfredo Mendizábal. Aunque el mayor contingente de la UPUEE se encontraba en México D.F., la sede se situará en Cuba debido a que su presidente, Pittaluga, se exiliará en esta República.

## Actividad
En un primer momento actúa como órgano de presión hacia los aliados en la 2ª Guerra Mundial y los organismos internacionales de nueva creación, con los ojos puestos en la restauración de la democracia y las libertades en España, con especial atención al ámbito de la universidad y la enseñanza.
Los numerosos científicos y académicos que llegan a México trataron de reconstruir instituciones y medios, por ejemplo creando una revista de investigación bajo el título Ciencia. Revista hispano-americana de ciencias puras y aplicadas. Los universitarios en México constituyen un grupo, inscrito como asociación civil bajo las leyes mexicanas, que conducirá a que finalmente la sede se traslade de La Habana a México. Acogen no sólo a los catedráticos numerarios, profesores auxiliares y ayudantes, sino también a los miembros de Institutos y Centros de investigación superior. Como vehículo de comunicación crearán un Boletín Informativo.
Sus líneas de actividad eran:

I. Entablar relación permanente con las instituciones culturales y de investigación científica, según las respectivas especialidades.
II.  Obtención de bolsas de viaje y becas para estudiantes y profesores que necesiten terminar sus estudios en centros extranjeros o proseguir en ellos sus investigaciones, procurando que las fundaciones americanas equiparen a tal efecto, los españoles a los hispanoamericanos.
III.   Procurar que cada universitario español pueda continuar, en la medida posible, su esencial actividad investigadora y de coordinación en las labores culturales.
IV. Petición de libros y revistas para constituir con ellos una biblioteca central de la Unión de Profesores Universitarios, estableciendo un servicio de préstamo.
V.  Organización de cursos de enseñanzas especializadas para americanos.
VI.  Comunicar periódicamente la lista de publicaciones científicas y culturales de los españoles universitarios emigrados.
VII.  Colaborar con cualquier iniciativa que tienda a dar a conocer el pensamiento americano, para una mejor comprensión con los países de habla hispánica, preferentemente España

## Miembros
En diversos momentos formaron parte de la organización catedráticos y profesores exiliados: Mariano Ruiz-Funes, José Giral, Niceto Alcalá-Zamora, Demófilo de Buen, Gustavo Pittaluga, Claudio Sánchez Albornoz, Alfredo Mendizábal, etc.
También recibió numerosas adhesiones de apoyo de profesores españoles y extranjeros.

## El Boletín Informativo
Esta publicación recoge tanto la actividad de la organización como la producción de sus miembros, para transmitir la sensación de que la Universidad española continuaba viva y activa en el exilio. El primer número aparece en agosto de 1943 y se mantuvo hasta noviembre de 1944, en total 16 números.
Los listados de producción se agrupaban por Facultades (Las cinco de que contaba la Universidad española; Filosofía y Letras, Ciencias, Derecho, Medicina y Farmacia.). En ocho listas se recogen, entre libros y artículos: 240 títulos de profesores de la Facultad de Filosofía y Letras; 212 de la de Ciencias, 227 de la de Derecho, 243 de la de Medicina y 119 de la de Farmacia.
La primera junta para dirigirlo era: Ignacio Bolívar (Presidente); Mariano Ruiz Funes y Alejandro Otero (Vicepresidentes); Demófilo de Buen (Secretario General); Manuel Márquez, Agustín Miralles, Cándido Bolívar, Julio Bejarano, Pedro Carrasco, José Giral, José Puche, Felipe Sánchez Román y Joaquín Xirau (Consejeros); Manuel Sánchez Sarto (Tesorero); Antonio Moles, José Medina Echavarría, Jaime Pí-Suñer y Francisco Giral (Secretariado)
Continúa como Boletín de la Unión de Intelectuales Españoles (1944-1948).